# Herman Aspling
 Samuel Marcus Herman Aspling, född 26 november 1822 i Lofta socken, död 20 december 1910 i Svennevads socken, var en svensk gymnasierektor och nykterist.
Aspling var son till prosten Samuel Aspling. Han blev student vid Uppsala universitet 1838, blev filosofie kandidat 1845 och filosofie doktor 1848. Han kom därefter att arbeta vid Norrköpings skola, 1847-48 som duplikerande lärare, 1849-1849 som apologist och från 1856 som rektor. Han förordnades till fortsatt verksamhet som rektor då skolan 1858 upphöjdes till läroverk. Från 1880 var han även lektor vid samma läroverk, men frånträdde tjänsten som rektor senare samma år. 1888 erhöll han avsked med pension från lektoratet. Aspling blev 1871 riddare av nordstjärneorden. Aspling påverkades i sin religiositet av komminister P. Carlsson Hammar i Norrköping, som var en nitisk väckelsepredikant. I samband med detta bröt han med sällskapslivet och kom i stället att bli djupt engagerad för religionen. Han bekämpade bruket av såväl tobak som alkohol och motsatte sig även ett ymnigt köttätande. Han deltog i stiftandet av Östergötlands nykterhetsförening och var under en tid även dess ordförande, men övergick senare till godtemplarorden. Aspling drev absolutismens grundsatser, och lyckades vid svenska nykterhetssällskapets möte i Uppsala 1877 driva igenom helnykterheten som grundsats för den svenska nykterhetsrörelsen.